# Triplignatha
Triplignatha is een geslacht in de taxonomische indeling van de tandmondwormen (Gnathostomulida). De enige soort in dit geslacht is de Triplignatha adriatica.